# L'amore secondo Isabelle
L'amore secondo Isabelle (Un beau soleil intérieur) è un film del 2017 diretto da Claire Denis, con protagonista Juliette Binoche.

## Trama
Isabelle è una bella donna di cinquant'anni, artista, che con un divorzio alle spalle e una figlia di dieci anni, è alla continua ricerca del vero amore.
Ha una relazione insoddisfacente con un banchiere sposato, Vincent, a cui piace fare sesso con lei ma è legato emotivamente a sua moglie.
Isabelle prova, quindi, a creare altre relazioni. Incontra e sente un'attrazione immediata con un attore che, dopo aver passato una notte insieme, le dice che hanno fatto uno sbaglio, che voleva solo sedurla e dopo un vuoto tira e molla vanno ognuno per la propria strada.
Inizia a dormire con il suo ex marito, ma litiga, ponendo fine al loro tentativo di ristabilire una relazione.
Isabelle, quindi, va a trascorrere qualche giorno in campagna con i suoi amici artisti e galleristi a La Souterraine e si accorge dell'inutilità e vanità dei loro discorsi e delle loro parole. La sera prima di partire, in una discoteca incontra Sylvain, un geometra, persona semplice, che torna con lei a Parigi e inizia una relazione, ma il suo amico gallerista Fabrice le fa venire dei dubbi suggerendole di frequentare persone del suo ambiente e non persone qualsiasi con le quali, invece, va bene solo un'avventura.
Poi Isabelle viene corteggiata da Marc, influente nel mondo dell'arte, che non vuole affrettare le cose e le offre una relazione seria ma chiedendole di attendere per circa un mese il suo ritorno dalle vacanze con i figli.
Alla fine Isabelle va dal sensitivo David che la incita, sebbene le relazioni che ha avuto siano state inconcludenti, a continuare a cercare l'uomo giusto per lei.

## Distribuzione
La pellicola è uscita nelle sale cinematografiche italiane il 19 aprile 2018, dopo un'anteprima nazionale al 35° Torino Film Festival.

## Riconoscimenti
- 2017 - Festival di Cannes
  - Premio SACD a Claire Denis
- 2018 - Premi César
  - Candidatura per la migliore attrice protagonista a Juliette Binoche